# Un canarino in dono

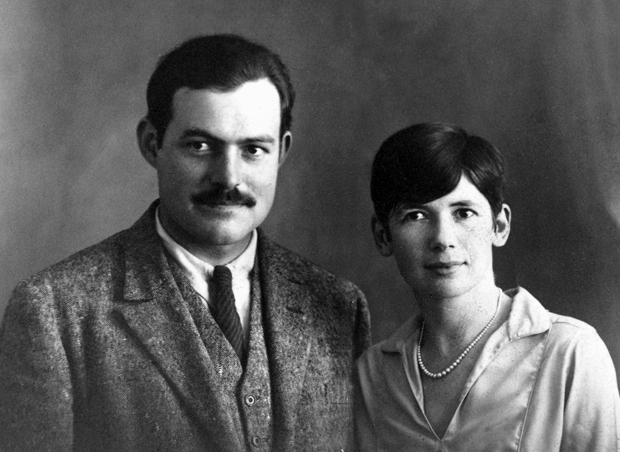
Ernest Hemingway con la sua seconda moglie nel 1927, poco dopo aver divorziato dalla prima

Un canarino in Dono (titolo originale A Canary for One) è un racconto di Ernest Hemingway. Fu pubblicato per la prima volta nella rivista Scribner's Magazine nell'aprile 1927. Fu ripubblicato nei libri: Uomini senza donne (1927), La quinta colonna e le prime quarantanove storie (1961) e I racconti completi di Ernest Hemingway (1987).

## Trama
Tre americani, una coppia sposata e una donna di mezza età, stanno viaggiando su un treno dalla riviera francese attraverso Marsiglia e Avignone fino a Parigi durante la notte. La donna di mezza età è parzialmente sorda e preoccupata che il treno si schianti, ma si lascia distrarre dal suo canarino che ha comprato a Palermo in Sicilia. Il treno passa vicino ad un incendio e a tanti veicoli distrutti. A metà della storia, il narratore si rivela essere il marito, ascoltando la conversazione della donna con sua moglie. Dopo aver scoperto che la coppia è americana, la donna afferma ripetutamente che gli americani sono gli unici buoni mariti. Ha comprato il canarino per la figlia ancora affranta, alla quale due anni fa aveva impedito di sposare uno svizzero a Vevey. Mentre scendono dal treno, viene rivelato che la coppia americana vivrà separatamente a Parigi.

## Sviluppo
Hemingway iniziò a scrivere le prime bozze di "A Canary for One" nel settembre 1926.